# Полет 2306 на „Аерофлот“
Полет 2306 на „Аерофлот“ е редовен вътрешен пътнически полет от летище „Воркута“, Воркута, до летище „Шереметиево“, Москва в Съветския съюз, с междинно кацане на летище „Сиктивкар“, Сиктивкар, управляван от „Аерофлот“. На 2 юли 1986 г. самолетът, който лети по маршрута – „Туполев Ту-134AK“, се разбива по време на аварийно кацане след излитане от Сиктивкар и убива 54 от 92 пътници и екипаж на борда, някои от които загиват от вдишване на дим, а не от въздействието на самата катастрофа.
Причината за инцидента, е пожар в задния товарен отсек, където се съхранява пътническият багаж. Екипажът се опитва да го загаси, докато капитанът и бордният инженер започват снижаване в подготовка за аварийно кацане и информират ръководителя на полетите за пожар на борда. При обстоятелството, че не може да направи аварийно кацане на летището, капитанът избира да кацне принудително извън него и съобщава това на контрола на въздушното движение. Без възможност да предупреди пътниците, капитанът каца директно в гората под него, самолетът се удря в земята на 195 м от мястото, където за първи път докосва дърветата. Двете крила се откъсват от самолета, а фюзелажът се счупва на три части.
След разбиване, пожарът унищожава по-голямата част от самолета до степен, в която останките стават почти невъзможни за изследване. Разследването продължава пет месеца. Официалното заключение е, че пожарът се разпространява много преди екипажът да започне да го гаси. Точната причина не е открита, но се предполага, че запалително устройство или незаконни запалими материали може да са в багажа на някой пътник, тъй като багажът не е проверен преди полета. Комисията успява да изключи възможността за изтичане на хидравлична течност или повреда на кабелите във вътрешните компоненти на самолета, които могат да причинят пожар.